# Comité Navarro de Entrenadores
El Comité Navarro de Entrenadores es el órgano técnico dependiendo de la Federación Navarra de Fútbol a quien corresponde el gobierno y administración de la organización de los Técnicos-Entrenadores, así como su formación y titulación a través de la correspondiente escuela en la Comunidad Foral de Navarra.

## Junta Directiva
- Presidente:  Julián Zudaire Echavarri.
- Secretario:  Manuel Armero Conde.[3]

## Eventos
El Comité Navarro de Entrenadores organiza cada año el "Día del entrenador/a navarro/a", un evento en el que se llevan a cabo diversas ponencias de personalidades del fútbol y se reconoce a los entrenadores más destacados de Navarra.

## Jornadas formativas
El Comité Navarro de Entrenadores organiza también jornadas técnicas de formación por toda la geografía navarra.

## Cursos de formación
El Comité Navarro de Entrenadores se encarga de la organización de los cursos para la obtención de las titulaciones de entrenador.

### Fútbol
En la actualidad, las titulaciones formativas que se pueden obtener en fútbol son:
- Diploma de Monitor Deportivo de Fútbol.
- Diploma Básico de Entrenador de Fútbol.
- Diploma Avanzado de Entrenador de Fútbol.
- Diploma Profesional de Entrenador de Fútbol.

### Fútbol Sala
En la actualidad, las titulaciones formativas que se pueden obtener en fútbol sala son:
- Diploma de Monitor Deportivo de Fútbol Sala.
- Diploma Básico de Entrenador de Fútbol Sala.
- Diploma Avanzado de Entrenador de Fútbol Sala.
- Diploma Profesional de Entrenador de Fútbol Sala.